# Gamma Trianguli Australis
Gamma Trianguli Australis (γ Trianguli Australis, förkortat Gamma TrA, γ TrA) som är stjärnans Bayerbeteckning, är en ensam stjärna belägen i den sydvästra delen av stjärnbilden Södra triangeln. Den har en skenbar magnitud på 2,87 och är synlig för blotta ögat. Baserat på parallaxmätning inom Hipparcosuppdraget på ca 17,7 mas, beräknas den befinna sig på ett avstånd på ca 184 ljusår (ca 56 parsek) från solen. Tillsammans med Alfa och Beta Trianguli Australis utgör den en framträdande triangulär asterism som ger stjärnbilden dess namn (latin för "sydliga triangeln"). Gamma Trianguli Australis visas på  Brasiliens flagga, där den symboliserar staten Paraná.

## Egenskaper
Gamma Trianguli Australis är en blå till vit stjärna i huvudserien av spektralklass A1 V. Den har massa som är omkring dubbelt så stor som solens massa, en radie som är ca 6 gånger större än solens och utsänder från dess fotosfär ca 250 gånger mera energi än solen vid en effektiv temperatur av ca 9 300 K. Ett ovanligt överskott av elementet europium visar att den är en Ap-stjärna.
De flesta stjärnor av denna typ är långsamt roterande, men Gamma Trianguli Australis har en mycket snabb rotation med en prognostiserad rotationshastighet på 199 km/s. Den har ett överskott av infraröd strålning, vilket tyder på att den har en omgivande stoftskiva som kretsar kring stjärnan. Strålningens genomsnittliga temperatur är 50 K, vilket motsvarar en separation från stjärnan med 481 astronomiska enheter.